# Mồng tơi củ

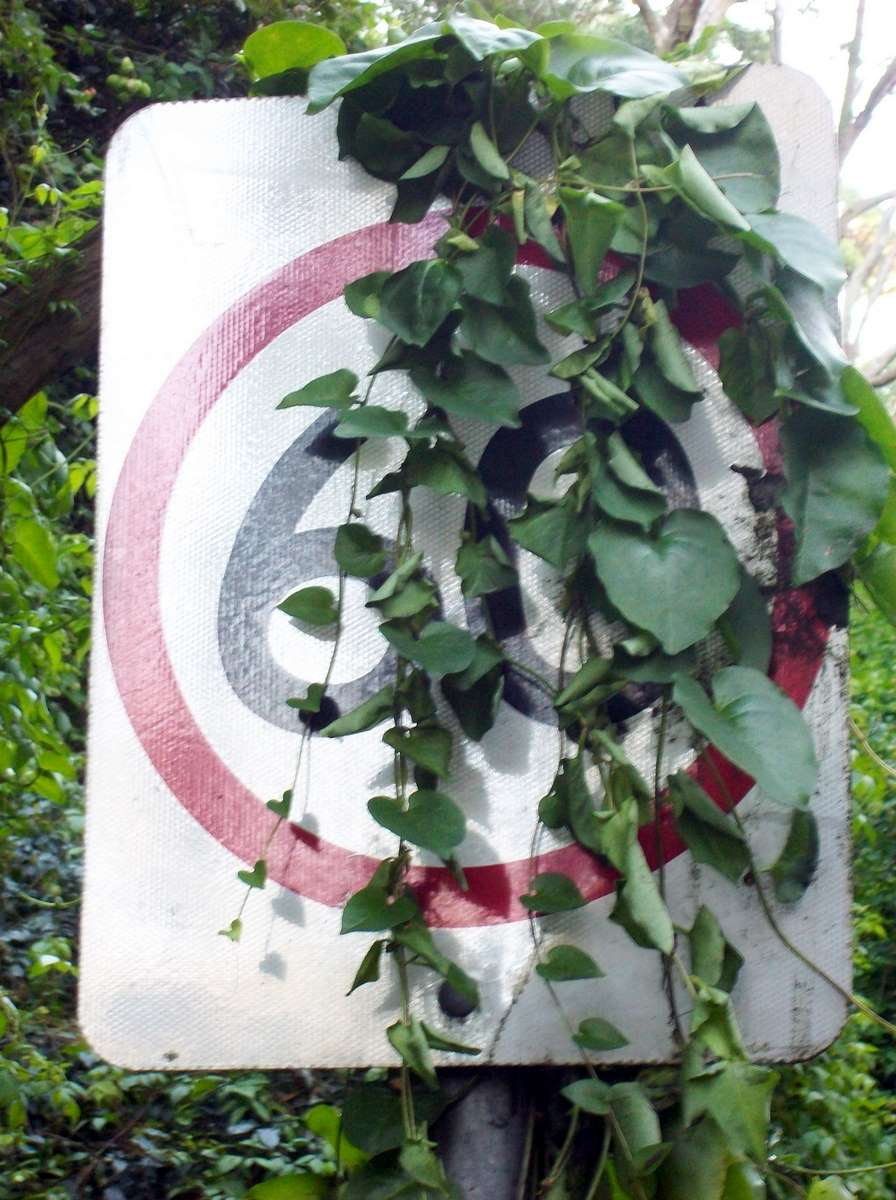
Anredera cordifolia mọc lan bảng lưu thông ở Sydney, Úc

Mồng tơi củ còn gọi là mồng tơi Nhật Bản hay mồng tơi Đại Hàn (danh pháp khoa học: Anredera cordifolia) là một loài thảo mộc xuất phát từ châu Nam Mỹ dùng làm cây cảnh. Mồng tơi củ là cây dây leo, lá mọng thuộc Họ Mồng tơi. Với hai đặc tính lá mọng và thân dây trổ những "củ" nhỏ nên dây mồng tơi củ khá nặng, khi mọc leo kín có thể kéo đổ cả cây to. Người Việt dùng "Nhật Bản" và "Đại Hàn" ghép cho loài cây này nhưng thật ra mồng tơi củ không xuất xứ từ đó.

## Miêu tả
Mồng tơi củ giữ lá xanh quanh năm; cây mọc từ thân rễ. Lá mồng tơi màu xanh lục dày bản, hình tim, láng mặt, dài khoảng 4–13 cm. Củ sần sùi màu nâu trổ trên thân dây ở những chẽ lá. Đây cũng là đặc tính để nhận diện loài cây này. Vào mùa thu cây ra hoa màu trắng, nhỏ li ti, mọc thành chùm dài đến 30 cm (12 in). Hoa có hương thơm. Củ dễ rụng khỏi thân dây, chỉ cần đụng chạm mạnh là rớt ra; khi củ rụng xuống đất rồi sẽ đâm chồi mọc thành cây mới.
Mồng tơi củ dễ mọc lan vì sinh sản bằng củ và thân rễ, dù chỉ một mẩu nhỏ cũng có thể mọc thành cây mới. Tuy nhiên cây có ra hoa cái và hoa đực nên cũng có thể sinh sôi bằng hạt.

## Phân bố
Xuất phát từ Nam Mỹ, cây mồng tơi củ nay có mặt tại châu Phi, Úc, Âu, Bắc Mỹ và châu Đại dương. Cây này bị liệt vào loại thảo mộc xâm lấn ở những vùng nhiệt đới và bán nhiệt đới. Ở New Zealand và Australia đều có luật hạn chế trồng trọt hay mua bán mồng tơi củ nhằm mục đích ngăn ngừa sức phá hoại môi sinh bản địa của loài cây này.